# Пунтаренас (провинција)
Пунтаренас (шп. Provincia de Puntarenas) је једна од седам провинција Костарике. Администативно средиште је град Пунтаренас. Површина провинције је 11.266 км², на којој живи према подацима из 2010. године 368.827 становника. Пунтаренас је смештен у југозападном и западном делу земље, на обали Пацифика и подељен је на 11 кантона.